# Rasen-Vergissmeinnicht
Das Rasen-Vergissmeinnicht (Myosotis laxa), auch Schlaffes Vergissmeinnicht genannt, ist eine Pflanzenart aus der Gattung Vergissmeinnicht (Myosotis) innerhalb der Familie der Raublattgewächse (Boraginaceae).

## Beschreibung

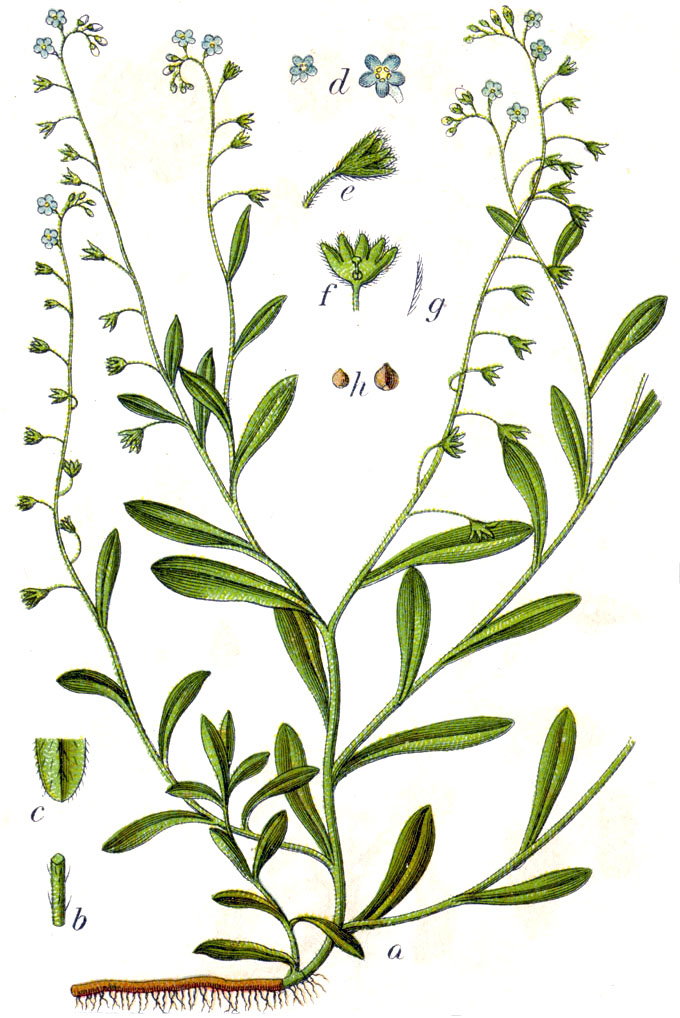
Rasen-Vergißmeinnicht (Myosotis laxa subsp. caespitosa), Illustration

### Vegetative Merkmale
Das Rasen-Vergissmeinnicht ist 20 bis 50 cm groß und bildet keine Ausläufer aus. Vom ähnlichen Myosotis scorpioides unterscheidet es sich durch den runden Stängel. Dieser ist zudem anliegend behaart.

### Generative Merkmale
Die Blütezeit reicht von Mai bis August. Die Wickel sind meist zu 1 bis 2 am Grund beblättert. Die himmelblauen Blütenkronen besitzen einen Durchmesser 3 bis 6 Millimetern. Die 0,6 bis 0,9 Millimeter langen Staubblätter sind alle fertil. Die Blätter sind meist lanzettlich bis leicht oval-eiförmig. Sowohl Blätter als auch Stängel sind mit kurzen, rauen Härchen versehen. Der Stängel spaltet sich meist in zwei Ästchen auf, wobei auf diesen dann die Blüten seitlich, wechselständig mit langen Stielen wachsen. Endständig dieser Ästchen entsteht meist auch eine Art Krone mit mehreren Blüten. Die langstieligen Blüten können auch aus der Blattachsel herauswachsen, wobei sie sich dann am Stängel befinden. Die Samen der Pflanze sind eiförmig- rundlich, braun glänzend und haben eine durchschnittliche Länge von 1 mm. 
Die Chromosomenzahl beträgt 2n = 22, 44 oder 88.

## Vorkommen
Das Rasen-Vergißmeinnicht ist in Eurasien, Nordamerika, Nordafrika und Chile weit verbreitet.
Das Rasen-Vergissmeinnicht besiedelt in Mitteleuropa wechselfeuchte bis nasse Ufer von Gewässern. Diese kalkscheue Art kann auch einen leichten Salzgehalt im Boden tolerieren. Es kommt in Mitteleuropa auch in Röhrichtgesellschaften, auf Feuchtwiesen und in Bruchwäldern vor. Während diese circumpolar verbreitete Art in Norddeutschland häufiger vorkommt, ist sie im Süden Deutschlands seltener. Sie ist in Mitteleuropa eine Charakterart des Phalaridetum arundinaceae aus dem Magnacaricion-Verband, kommt aber auch in anderen Pflanzengesellschaften der Ordnung Phragmitetalia vor.

## Systematik
Je nach Autor gibt es wenige Unterarten:
- Myosotis laxa subsp. baltica (Lindm.) Nordh.: Sie kommt in Norwegen, Schweden, Finnland, Lettland, Estland, Litauen und Russland vor.[2]
- Myosotis laxa subsp. caespitosa (Schultz) Nordh. (Syn.: Myosotis caespitosa Schultz)[2]
- Myosotis laxa Lehm. subsp. laxa: Sie kommt in Norwegen und Schweden vor.[2]